# Amphilius kivuensis
Amphilius kivuensis és una espècie de peix de la família dels amfílids i de l'ordre dels siluriformes.

## Morfologia
Els mascles poden assolir els 10,6 cm de llargària total.

## Distribució geogràfica
Es troba a Àfrica: rius a l'oest del llac Kivu (República Democràtica del Congo), riu Ruzizi i afluents del llac Tanganyika.